# Гільда Мангольд
Гільда Манґольд (нім. Hilde Mangold-Pröscholdt; 20 жовтня 1898, Гота — 4 вересня 1924, Оберстенфельд)— німецька дослідниця в галузі ембріології. Відома спільними дослідженнями з Гансом Шпеманом, за які він отримав 1935 року Нобелівську премію з фізіології або медицини.

## Біографія
Народилася у сім'ї працівника миловарного заводу Ернста Прошолдта. Мати Гертруда була дочкою власника заводу, освіченою та прогресивною жінкою. Гільду після закінчення середньої школи віддали до природничої Гімназії Готи, куди дівчат зазвичай в той час не брали.
Після отримання диплому батьки відправили доньку до жіночого інтернату, де вона мала набувати господарчих навичок та навчатися етикету. Проте Гільда довго не витримала і вступила до Єнського університету на хімічне відділення природничого факультету. Втім, провчившись там 6 місяців, перейшла на зоологічне відділення Франкфуртського університету.
Під час навчання відвідала лекцію Ганса Шпемана на тему ембріології, після чого поступила до його лабораторії у Фрайбурзькому університеті навесні 1920 року. Товаришувала з майбутнім ембріологом Віктором Гамбургером, працювала в лабораторії разом з Йоганнесом Голтфретером. Відвідувала лекції з філософії Едмунда Гуссерля.
У лабораторії Шпемана познайомилася з молодим біологом Отто Мангольдом, з яким одружилася в жовтні 1921 року.

## Пам'ять
На честь Гільди Манґольд під час щорічних з'їздів Товариства біології розвитку з 2011 року проводиться симпозіум пост-докторантських доповідей, найкраща з яких нагороджується грантом на участь у будь-якій конференції.